# Celledifferentiering
Ved celledifferentiering forstås en organismes evne til at udvikle forskellige celleformer med forskellige funktioner, ud fra ensartede stamceller eller fosterceller, som ved differentieringen normalt bliver mere specialiserede. Processen foregår hyppigt under udviklingen af en flercellet organisme, som ændres fra en enkelt befrugtet ægcelle, en zygote, og til et komplekst system af vævs- og celletyper. Hos voksne individer findes adulte stamceller, som ved differentiering kan blive til specialiserede datterceller, idet cellerne undergår dramatiske ændringer i størrelse, form, stofskife og evne til at opfatte signaler fra omgivelserne, fx som følge af at være udsat for antigener. Celledifferentiering fører med få undtagelser aldrig til ændring i cellens DNA.